# Sea Wolf - Lupo di mare
Sea Wolf - Lupo di mare (Sea Wolf) è una  miniserie televisiva del 2009 trasmessa in Italia da Sky in due puntate, con Sebastian Koch e Tim Roth.

## Trama
Wolf e Death Larsen, sono due fratelli che apparentemente si odiano e si contendono una donna, vagando nei mari del sud a capo dei rispettivi battelli.